# Seydi Ali Reis
Seydi Ali Reis (1498–1563), parfois écrit Sidi Ali Reis ou Sidi Ali Ben Hossein, est un amiral de la marine ottomane. Reis (capitaine ou amiral) est un titre de fonction. Il est connu pour ses campagnes en Méditerranée mais surtout pour sa contribution aux expéditions ottomanes dans l'océan Indien ; il a raconté son périple de l'Irak ottoman à l'Inde moghole et son retour à Constantinople en 1557 dans le Miroir des pays (en turc : Mir'at Ül' Memalik), un des premiers récits de voyage de la littérature turque. Il a aussi écrit plusieurs ouvrages techniques de navigation, géographie et astronomie.

## Origines

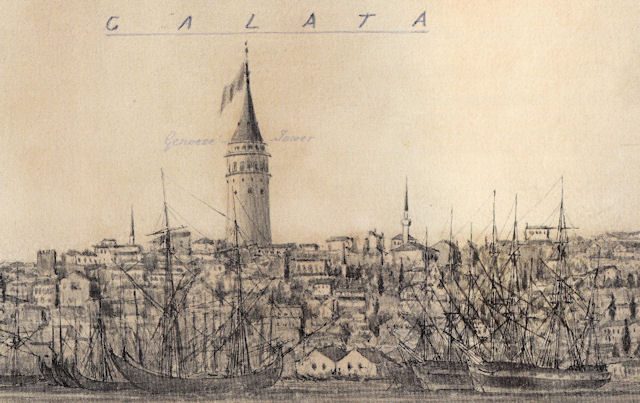
La tour de Galata et le quartier de l'arsenal, dessin de Montague B. Dunn, 1855

Seydi Ali est né à Galata, quartier portuaire de Constantinople, d'une famille originaire de Sinop, ville d'Anatolie sur la mer Noire. Son grand-père était le directeur de l'Arsenal impérial ottoman (Tersâne-i Âmire ) sous le règne de Mehmed II ; son père, Hüseyin Reis, était le directeur du chantier naval (Bahriye Dârü's-Sınaası) de Galata. Il reçoit une éducation approfondie en navigation et technique navale, mathématiques, astronomie, géographie, littérature et théologie, et pratique la poésie.

## Carrière en Méditerranée

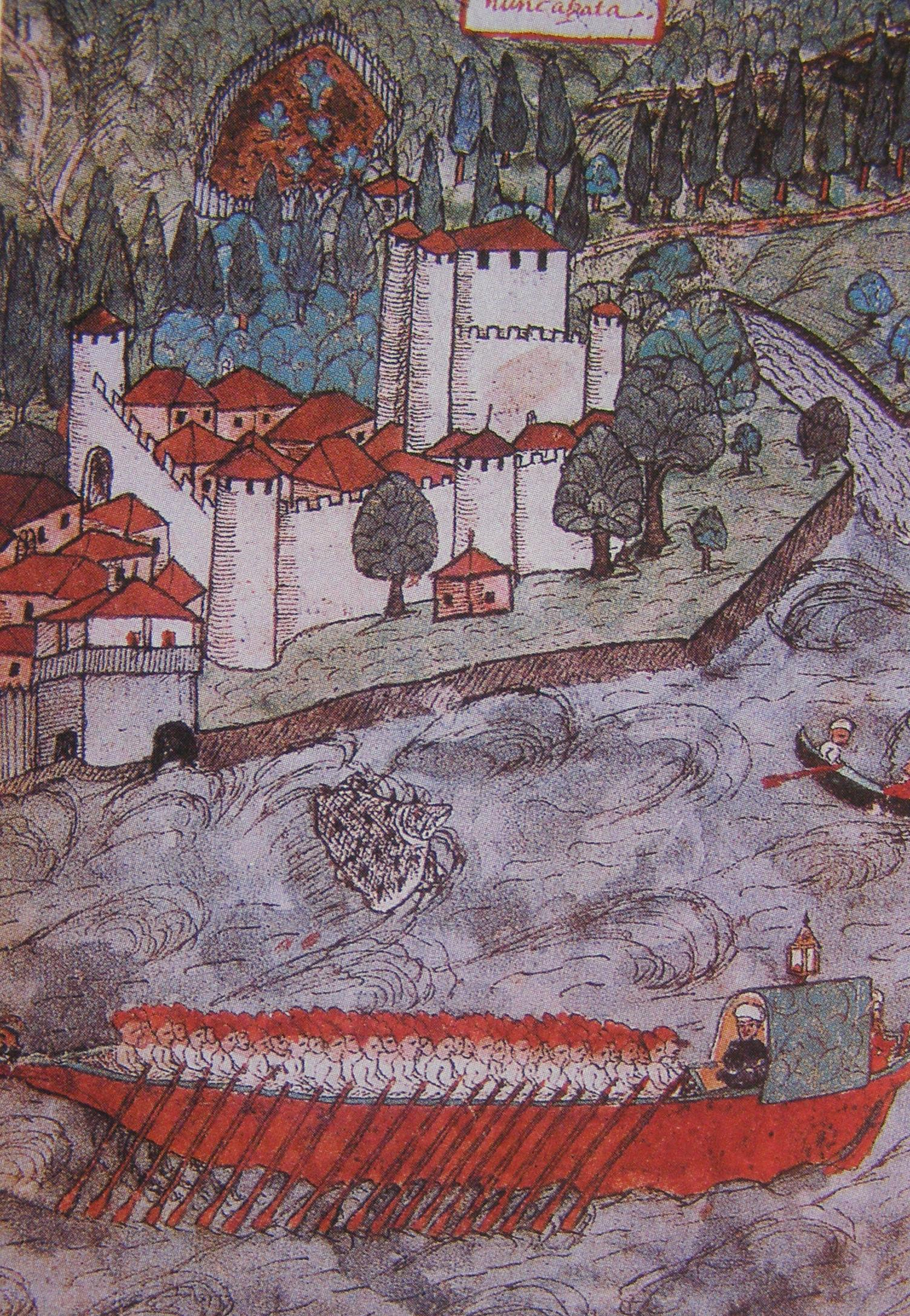
Galère ottomane. Codex hongrois, 1602-1604.

Seydi Ali participe aux campagnes de la marine ottomane en Méditerranée : siège de Rhodes (1522), bataille de Preveza (1538) où il commande l'aile gauche de la flotte sous les ordres de Khayr ad-Din Barberousse, prise de Tripoli (en Libye actuelle) en 1551. Il est promu aux fonctions de Tersâne Kethüdâsı (directeur de l'arsenal impérial) et Hassa Donanma Reisi (commandant de la flotte centrale).

## Expédition dans l'océan Indien

### De Bassora à l'Inde
À la fin de 1553, le sultan Soliman le Magnifique séjourne à Alep, en Syrie, pour diriger la guerre contre la Perse ; il nomme Seydi Ali au poste de Hint Kaptanı (commandant de la flotte de l'océan Indien). Sa mission est de poursuivre la guerre navale contre l'empire portugais et de ramener à Suez, en Égypte ottomane, la flotte ottomane qui était restée bloquée à Bassora, sur le golfe Persique, à l'issue de la précédente campagne de l'amiral Piri Reis contre le comptoir portugais d'Ormuz. Seydi Ali part d'Alep le 7 décembre 1553, visite plusieurs villes et sites religieux de la région et arrive à Bassora en février 1554. Il y trouve 15 galères en mauvais état laissées par Piri Reis ; il les fait réparer et équiper de canons avec les maigres ressources disponibles sur place.
Lorsque les vents de mousson permettent le départ de la flotte, il suit le rivage de la Perse par Bahreïn, Bouchehr, Qatif et Kish, puis la côte d'Arabie vers Oman, sans avoir rencontré les Portugais. Le 10 ramadan 961 (9 août 1554), les Ottomans rencontrent une flotte portugaise venue de Goa, commandée par Fernão de Menezes. Selon le récit de Seydi Ali, il aurait livré bataille à cette flotte, comprenant 4 grands vaisseaux, 3 galions, 6 garde-côtes et 12 galères ; la bataille aurait duré de midi au coucher du soleil, avec de lourdes pertes des deux côtés, pour s'achever par la retraite des Portugais. En fait, les galères ottomanes, à tirant d'eau plus réduit, échappent aux vaisseaux portugais en longeant la côte. Mais la flotte de Fernão de Menezes, faisant un détour par la haute mer, les rattrape le 26 août devant Mascate. 6 galères ottomanes sont capturées avec près de 50 pièces d'artillerie ; Seydi Ali, avec les 9 galères restante, parvient à rompre l'encerclement.
La flotte de Seydi Ali continue le long de la côte d'Oman mais les habitants lui refusent l'accès de leurs ports et les Ottomans doivent se ravitailler en mer auprès d'un vaisseau de passage. Ils finissent par trouver un abri à Gwadar, sur la côte des Baloutches (au Pakistan actuel), dont le prince, Jelaleddin, se dit allié du sultan ottoman. Il leur fournit des vivres et un pilote. La flotte repart en direction du Yémen. Alors qu'elle longe la côte du Dhofar, elle est emportée par un typhon que le pilote qualifie de Fil Tufanı (typhon éléphant) et part à la dérive pendant 10 jours. Les Ottomans arrivent près de la côte du Gujarat (ouest de l'Inde), passent devant Somnāth et Diu sans s'y arrêter par crainte d'être attaqués par les « idolâtres » (hindous). Ils finissent par toucher terre près de Daman.

### Séjour en Inde et retour vers l'Empire ottoman

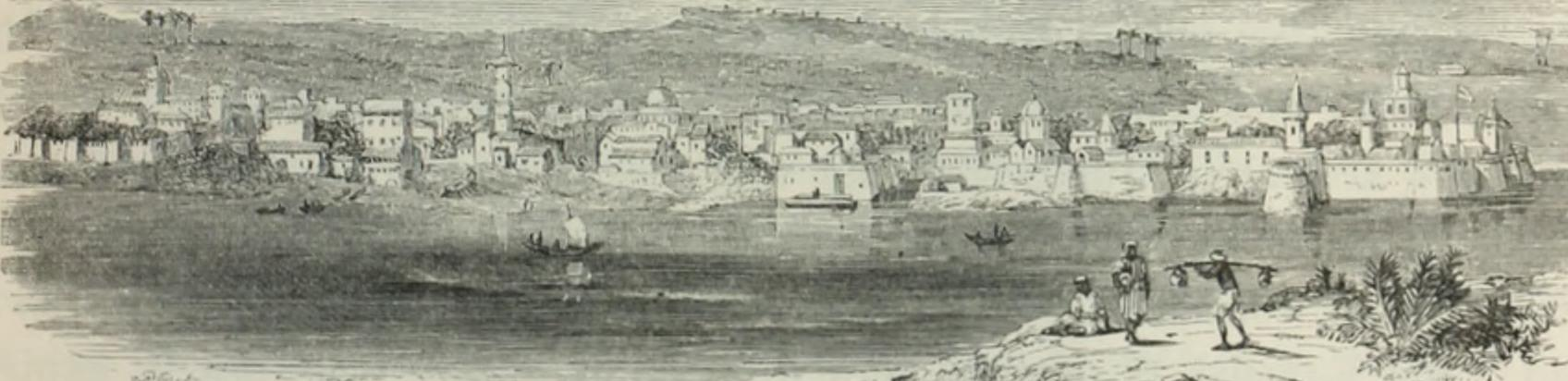
Vue du port de Surate (Gujarat) vers 1900

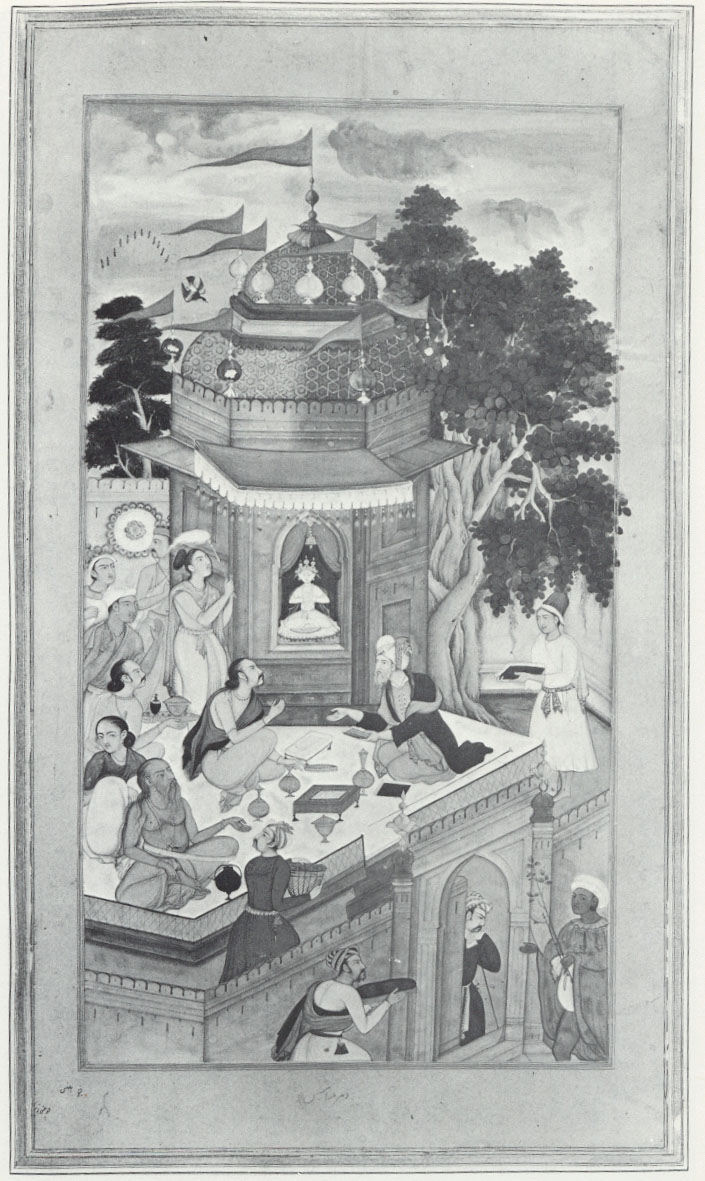
Le poète Saadi visitant le temple de Somnāth. Miniature moghole, v. 1604.

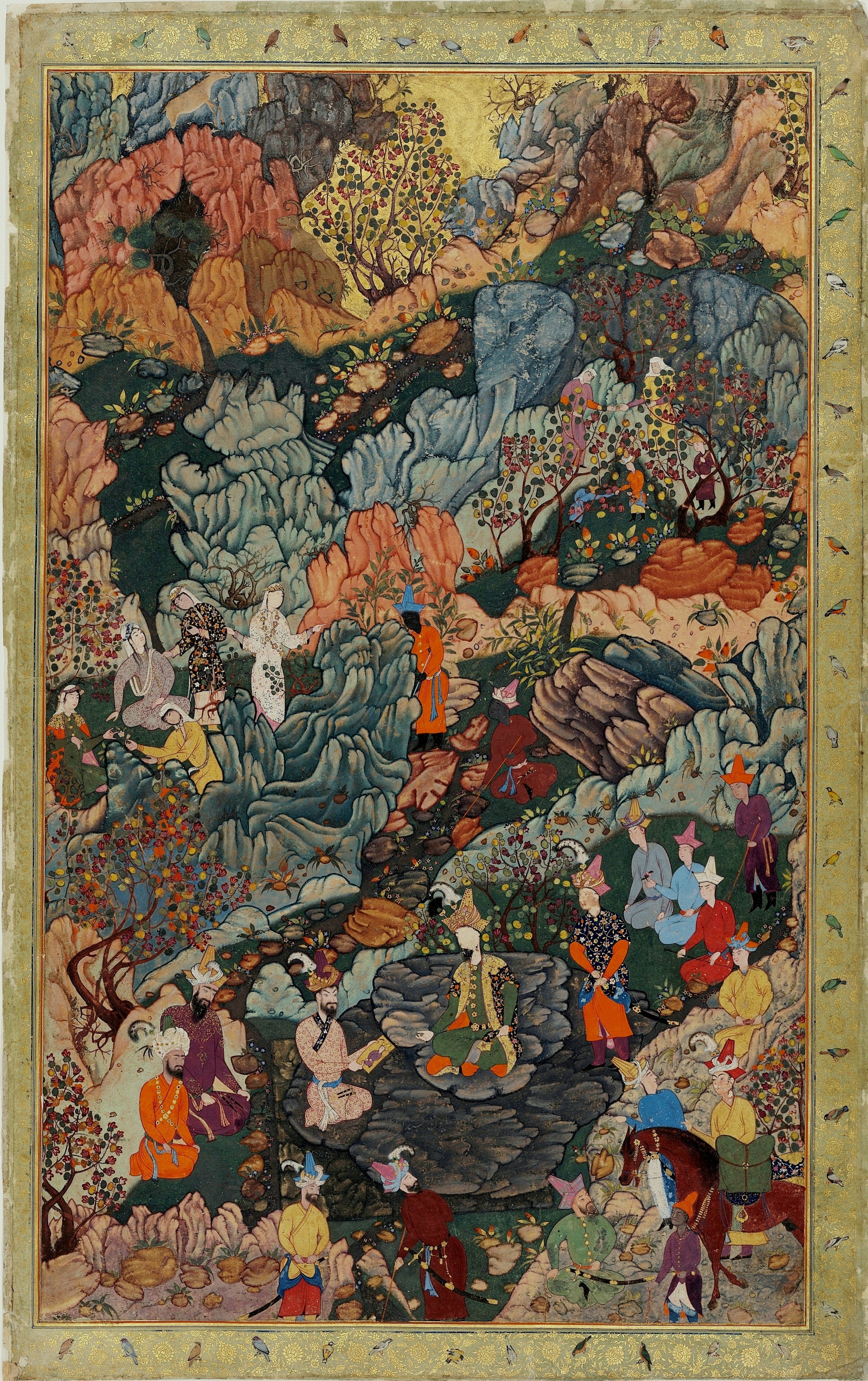
L'empereur Humâyûn et ses frères sur fond de nature, miniature moghole, vers 1550

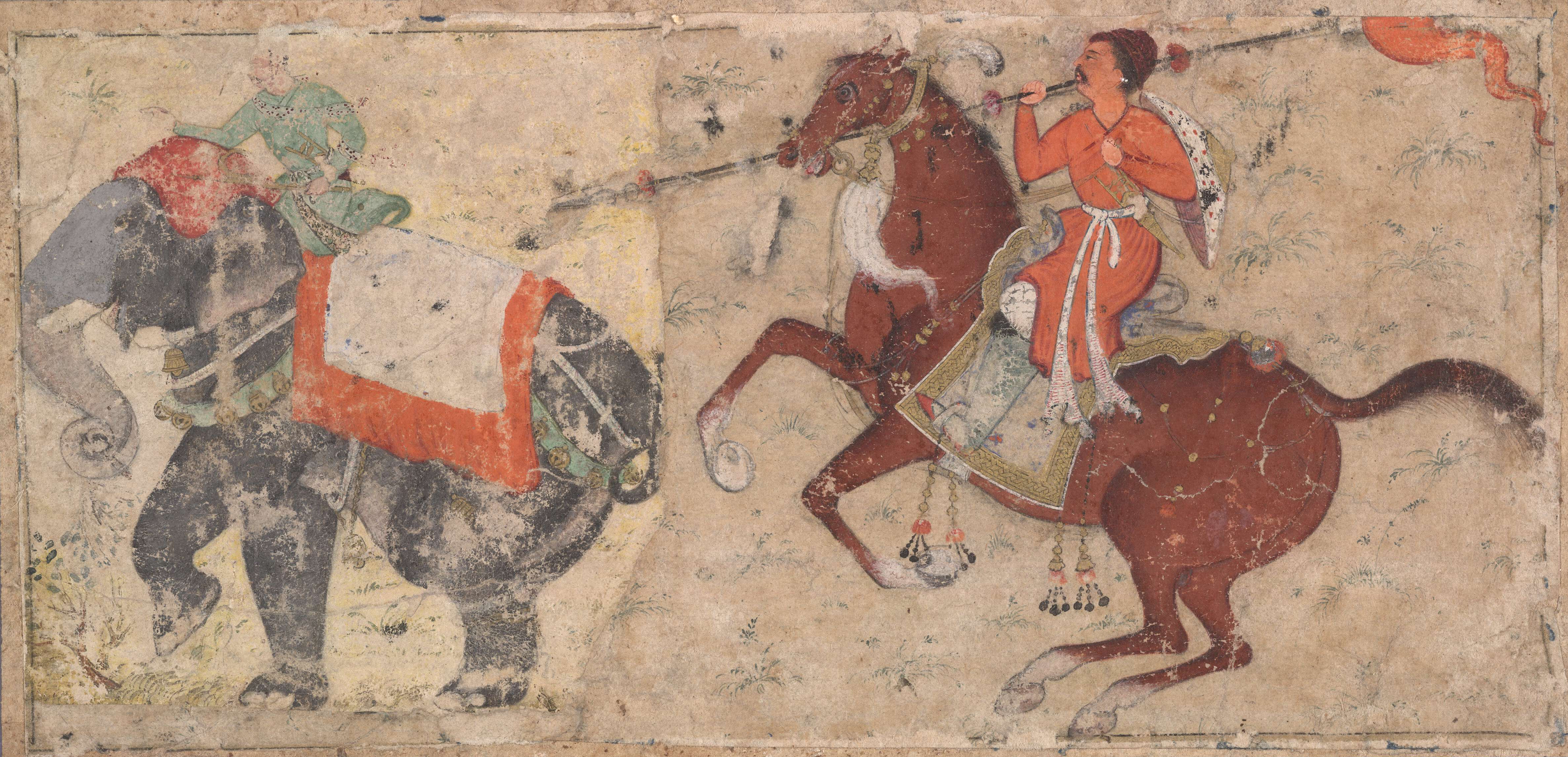
Cavalier attaquant un éléphant. Miniature indienne, fin du XVIe siècle.

Au Gujarat, Seydi Ali est reçu par Malik Esed, gouverneur de Daman, à qui il cède l'armement de ses vaisseaux en échange de l'autorisation de circuler dans la province par terre et par mer. Une partie de ses hommes l'abandonne pour passer au service de Malik Esed. Avec le reste de sa flotte et ses hommes fidèles, il se dirige vers Surate. Il est bien reçu par le jeune sultan Ahmed Shah III, de la dynastie muzaffaride, alors âgé de 12 ans.
Un seigneur local, Nasir ul-Mulk, cherche à se faire proclamer sultan, s'empare de la forteresse de Burudj (dans l'actuel district de Ratnagiri) et fait appel aux Portugais. Le sultan Ahmed Shah demande l'aide des Ottomans et rassemble une armée avec 200 canonniers et des éléphants pour marcher sur Burudj. Ils livrent bataille aux Portugais et aux partisans de Nasir ul-Mulk ; Seydi Ali échappe à des assassins envoyés pour le tuer. Finalement, Ahmed Shah vient à bout de Nasir ul-Mulk, qui meurt de dépit, et d'un autre prince muzaffaride, également nommé Ahmed, qui est tué.
Cependant, au bout de deux ans de voyage, les hommes de Seydi Ali perdent tout espoir de regagner leur pays par mer et la plupart d'entre eux désertent pour passer au service des généraux du Gujarat. Seydi Ali finit par abandonner ce qui reste de ses vaisseaux contre la promesse, faite par les généraux, de verser leur prix au gouvernement ottoman.
Seydi Ali, avec le capitaine des janissaires, le chef des canonniers et une cinquantaine d'hommes fidèles, se met en route pour Ahmedabad, capitale du Gujarat, où le sultan lui offre généreusement un cheval, un convoi de chameaux et de l'argent pour continuer son voyage. Les Ottomans, avec une escorte de Bhats (en), atteignent Lahore puis Delhi, capitale de l'Empire moghol. Ils sont bien reçus par l'empereur Humâyûn qui offre de les prendre à son service, ce que Seydi Ali refuse.
En février 1556, Seydi Ali et ses hommes repartent vers leur pays par Kaboul, Samarkand, Boukhara et le Khwarezm. Comme la guerre ottomano-persane de 1532-1555 s'est terminée entre-temps par la paix d'Amasya (29 mai 1555), ils peuvent regagner l'Empire ottoman en traversant la Perse séfévide. Ils atteignent l'Irak puis l'Anatolie et arrivent à Constantinople, 2 ans et 3 mois après avoir quitté Surate.

## Fin de carrière en Méditerranée
Seydi Ali Reis traverse l'Anatolie en visitant de nombreux tombeaux de saints et arrive à Constantinople en Rajab 964 (mai 1556). Il va se présenter au sultan à Edirne et lui montre les lettres de 18 souverains qu'il avait rencontrés dans son périple. Le sultan lui pardonne la perte de sa flotte, lui confère le rang de müteferrika (chambellan) et fait verser les quatre années de salaire qui lui étaient dues. En 1560, le grand vizir Rüstem Pacha le fait nommer commandant de la flotte de l'océan Indien mais le gouverneur d'Égypte, Sofu Hadım Ali Pasha, fait obstacle à son entrée en fonction et fait attribuer ce poste à Sefer Reis qui avait succédé à Özdemir Pacha, mort pendant une expédition au Yémen. Pendant ses dernières années, Seydi Ali rédige le récit de son voyage, le Miroir des pays. Il est aussi l'auteur de poèmes sous le pseudonyme de Kâtib-i Rumî (le Lettré d'Anatolie). Il meurt à Constantinople en janvier 1563.

## Œuvres

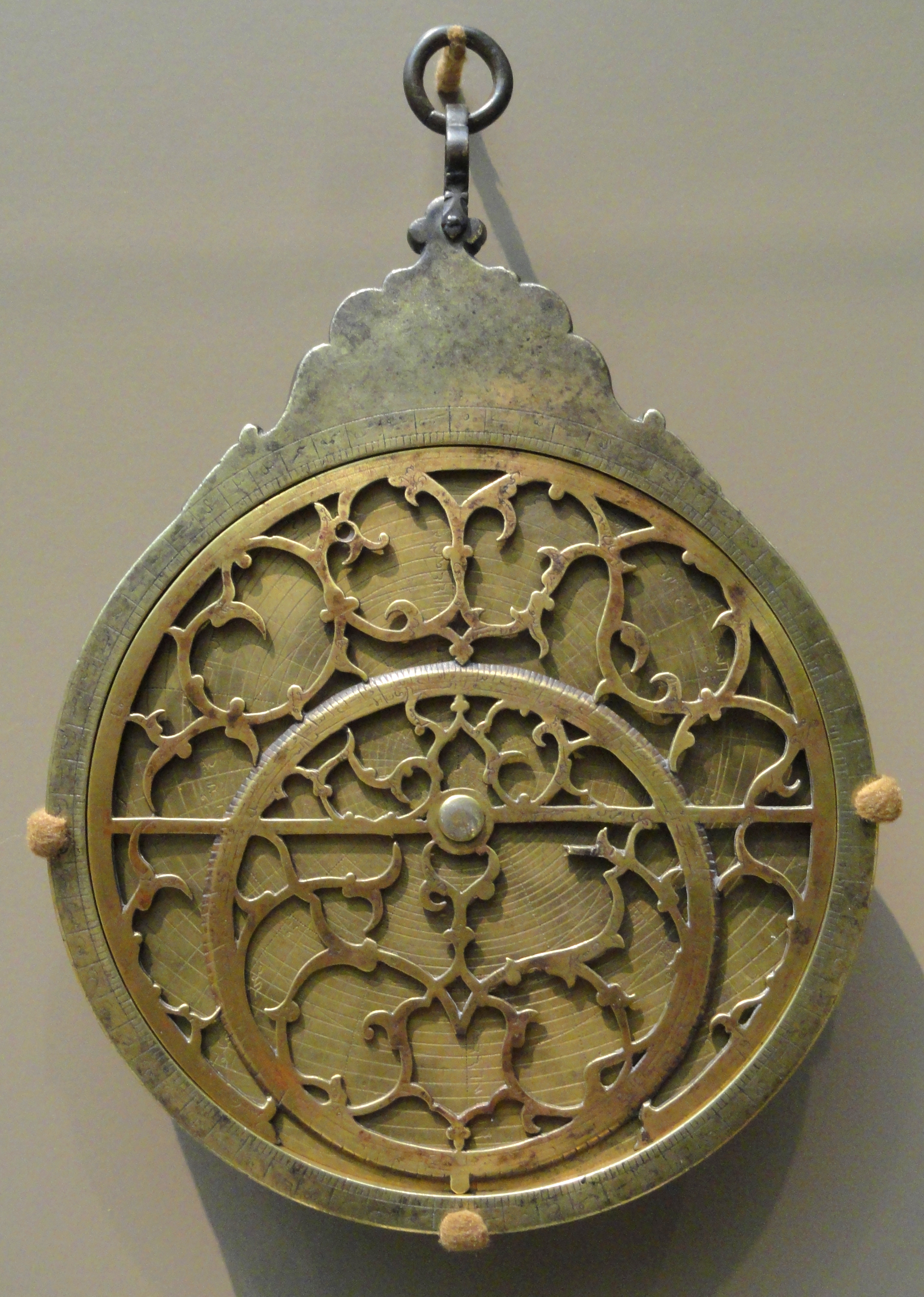
Astrolabe indo-persan, v. 1601.

Seydi Ali Reis a rédigé vers 1557 le Miroir des pays (en turc : Mir'at Ül' Memalik), relatant son expédition dans l'océan Indien ; c'est un des premiers récits de voyage de la littérature turque. Il a aussi écrit plusieurs ouvrages techniques, le Mir’ât-ı Kâinât (Miroir de l'univers) et le Kitâb ül Muhit: El Muhit fî İlmi'l Eflâk ve'l Buhûr (Livre des mers régionales et de la science de l'astronomie et de la navigation), décrivant l'usage des instruments de navigation et les mers et ports de plusieurs régions de l'Empire ottoman.